# کرن کریک (داکوتای جنوبی)
کرن کریک(به انگلیسی: Corn Creek) شهری در ایالت داکوتای جنوبی کشور ایالات متحده آمریکا است که جمعیت آن در سرشماری سال ۲۰۱۰ میلادی، ۱۰۵ نفر بوده‌است.